# Liste der Baudenkmale in Großwoltersdorf
In der Liste der Baudenkmale in Großwoltersdorf sind alle Baudenkmale der brandenburgischen Gemeinde Großwoltersdorf und ihrer Ortsteile aufgelistet. Grundlage ist die Veröffentlichung der Landesdenkmalliste mit dem Stand vom 31. Dezember 2020.

## Baudenkmale in den Ortsteilen
In den Spalten befinden sich folgende Informationen:
- ID-Nr.: Die Nummer wird vom Brandenburgischen Landesamt für Denkmalpflege vergeben. Ein Link hinter der Nummer führt zum Eintrag über das Denkmal in der Denkmaldatenbank. In dieser Spalte kann sich zusätzlich das Wort Wikidata befinden, der entsprechende Link führt zu Angaben zu diesem Denkmal bei Wikidata.
- Lage: die Adresse des Denkmales und die geographischen Koordinaten. Link zu einem Kartenansichtstool, um Koordinaten zu setzen. In der Kartenansicht sind Denkmale ohne Koordinaten mit einem roten beziehungsweise orangen Marker dargestellt und können in der Karte gesetzt werden. Denkmale ohne Bild sind mit einem blauen bzw. roten Marker gekennzeichnet, Denkmale mit Bild mit einem grünen beziehungsweise orangen Marker.
- Bezeichnung: Bezeichnung in den offiziellen Listen des Brandenburgischen Landesamtes für Denkmalpflege. Ein Link hinter der Bezeichnung führt zum Wikipedia-Artikel über das Denkmal.
- Beschreibung: die Beschreibung des Denkmales
- Bild: ein Bild des Denkmales und gegebenenfalls einen Link zu weiteren Fotos des Baudenkmals im Medienarchiv Wikimedia Commons

### Altglobsow
| ID-Nr.   | Lage               | Bezeichnung                     | Beschreibung | Bild                            |
| -------- | ------------------ | ------------------------------- | ------------ | ------------------------------- |
| 09165222 | Seestraße 5 (Lage) | Wohnhaus und Wirtschaftsgebäude |              | Wohnhaus und Wirtschaftsgebäude |

### Buchholz
| ID-Nr.   | Lage                    | Bezeichnung                                            | Beschreibung | Bild |
| -------- | ----------------------- | ------------------------------------------------------ | ------------ | ---- |
| 09166523 | Forststraße 16 A (Lage) | Dorfkirche, heute Atelierkirche, mit sieben Grabmälern |              | BW   |

### Burow
| ID-Nr.   | Lage                    | Bezeichnung                               | Beschreibung | Bild                                      |
| -------- | ----------------------- | ----------------------------------------- | ------------ | ----------------------------------------- |
| 09166015 | Waldstraße 17b (Lage)   | Wohnhaus                                  |              | Wohnhaus                                  |
| 09165450 | Waldstraße 21a/b (Lage) | Doppelhaus mit Vor- und Wirtschaftsgarten |              | Doppelhaus mit Vor- und Wirtschaftsgarten |

### Großwoltersdorf
| ID-Nr.   | Lage                      | Bezeichnung                | Beschreibung | Bild           |
| -------- | ------------------------- | -------------------------- | --- | -------------- |
| 09165108 | Granseer Straße (Lage)    | Dorfkirche mit Einfriedung | Die evangelische Kirche wurde 1901 im Stil der Neugotik erbaut. Bei dem Bau wurden Formsteine des Vorgängerbaues verwendet. Dieser Vorgängerbau stammte aus dem 16. Jahrhundert. | weitere Bilder |
| 09165109 | Granseer Straße 35 (Lage) | Pfarrhaus                  | | BW             |

### Wolfsruh
| ID-Nr.   | Lage                           | Bezeichnung                | Beschreibung | Bild           |
| -------- | ------------------------------ | -------------------------- | ------------ | -------------- |
| 09165441 | Kirchplatz / Dorfstraße (Lage) | Dorfkirche mit Einfriedung |              | weitere Bilder |

### Zernikow
| ID-Nr.            | Lage                                                  | Bezeichnung | Beschreibung | Bild                                                     |
| ----------------- | ----------------------------------------------------- | --- | --- | -------------------------------------------------------- |
| 09165185          | Zernikower Dorfstraße (Lage)                          | Erbbegräbnis der Familie Fredersdorf, neben dem Friedhof | | Erbbegräbnis der Familie Fredersdorf, neben dem Friedhof |
| 09165184 Wikidata | Zernikower Dorfstraße 24 (Lage)                       | Dorfkirche | Die evangelische Kirche stammt aus der zweiten Hälfte des 13. Jahrhunderts, im Jahre 1777 wurde die Kirche umgebaut. | weitere Bilder                                           |
| 09165363          | Zernikower Dorfstraße 27 (Lage)                       | Dorfschule | | Dorfschule                                               |
| 09165325          | Zernikower Dorfstraße 40, 42, 43, Feldstraße 4 (Lage) | Gutsanlage, bestehend aus Gutshaus, Inspektorenhaus, drei Wirtschaftsgebäuden, Brennerei, Hofraum mit Pflasterung und Bepflanzung, Resten des Gutsparks, System alleebestandener Wege und Fischteichen (so genannter Thiergarten) | Das Schloss wurde 1746 erbaut. Im Jahre 1890 wurde das Schloss nach Norden hin erweitert.                            | weitere Bilder                                           |